# Leucospora multifida
Leucospora multifida là một loài thực vật có hoa trong họ Mã đề. Loài này được (Michx.) Nutt. mô tả khoa học đầu tiên năm 1834.

## Hình ảnh

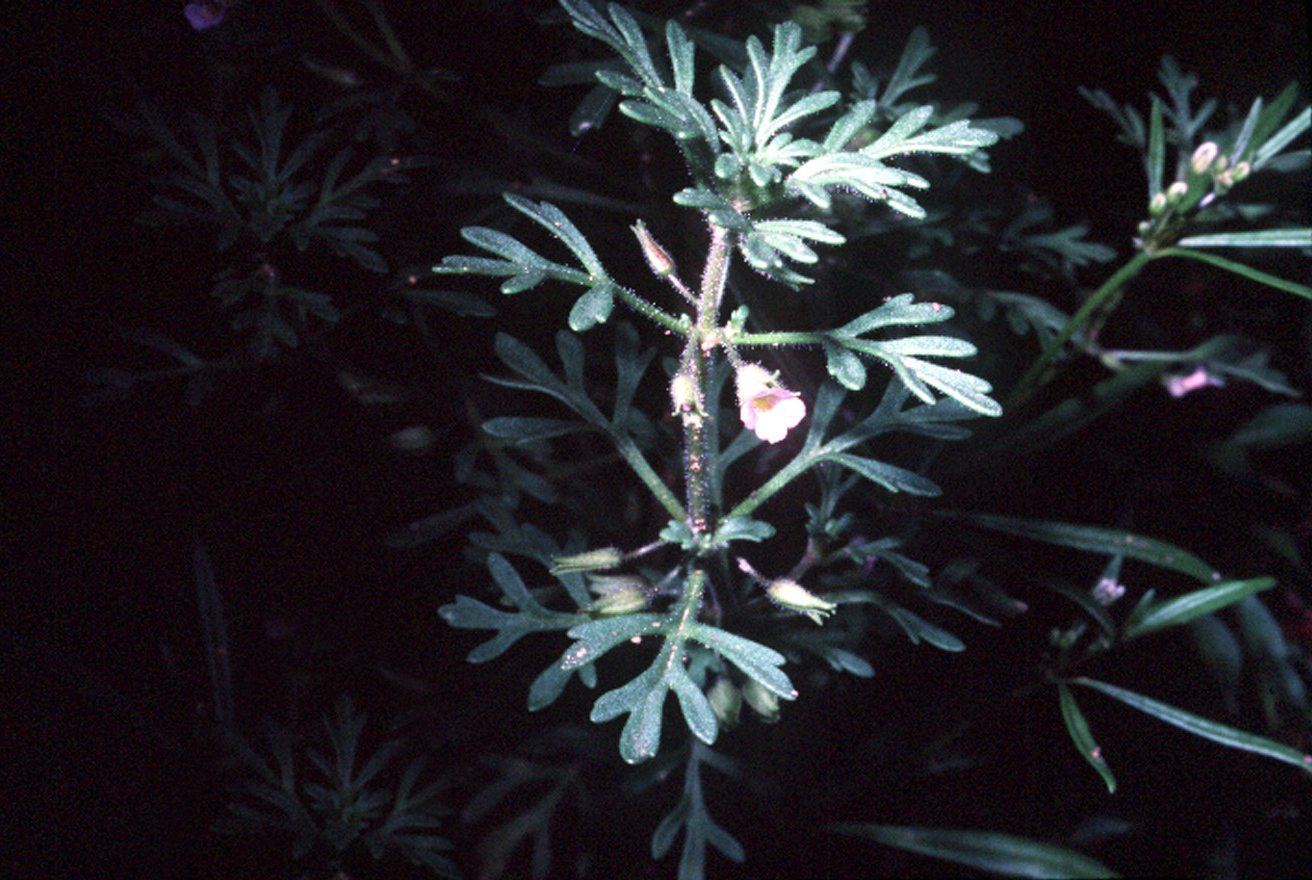